# Ae (диграф)
Ae — диграф, используемый в некоторых языках, основанных на латинице.
В ирландской орфографии означает звук /eː/ в некоторых позициях, например ирл. Gael /ɡˠeːlˠ/ ('Гэл').
В латинской орфографии ⟨ae⟩ означал дифтонг /ae/ (который, в свою очередь, в начале II века до н. э. произошел от /ai/), но в народной латыни монофтонгизировался в /ɛ/; в средневековых манускриптах диграф часто заменялся лигатурой ⟨æ⟩.
В современном английском в словах латинского происхождения сочетание ⟨ae⟩ обычно произносятся как /iː/ (например Caesar). Ной Уэбстер в реформе американского английского 1806 года предлагал сократить диграф до ⟨e⟩.
В немецкой орфографии ⟨ae⟩ может служить заменой буквы ä, если та отсутствует в наборе символов. Также по правилам швейцарского немецкого языка знак умлаута заменяется на e. Буквосочетание ⟨ae⟩ входит и в некоторые имена собственные (Aehlig) и заимствования (Caesium).
В нидерландском алфавите ⟨ae⟩ — устаревший вариант диграфа ⟨aa⟩, и сейчас встречается только в именах и (реже) географических названиях и некоторых заимствованиях из греческого.
В чжуанской письменности ⟨ae⟩ означает звук /a/ (⟨a⟩ используется для долгого а, /aː/).